# Siegfried Rasp
Siegfried Rasp (München, 10 januari 1898 - Murnau am Staffelsee, 2 september 1968) was een Duitse officier en General der Infanterie tijdens de Tweede Wereldoorlog.

## Leven
Siegfried Rasp werd op 10 januari 1898 in Murnau am Staffelsee geboren, zijn ouders waren Karl Rasp (geboren 19 april 1913) en Maria Rasp (geboren Lippl). Hij trad toe tot het Beierse leger en werd als Fahnenjunker in het Königlich Bayerisches 1. Infanterie-Regiment „König“ op 6 september 1915 ingezet tijdens de Eerste Wereldoorlog. Op 24 juni 1916 werd hij bevorderd tot Leutnant, en diende tot januari 1917 als bataljonsadjudant in het Königlich Bayerisches 1. Infanterie-Regiment „König“. Rasp overleefde als regimentsadjudant de Eerste Wereldoorlog.

### Interbellum
In 1919 werd hij in de voorloper van de Reichswehr opgenomen, hij diende in het Reichswehr-Schützen-Regiment 41 en later in het 19. (Bayerisches) Infanterie-Regiment (Reichswehr). Vanaf 1925 werkte hij als Oberleutnant en bataljonsadjudant. Vanaf oktober 1927 volgde hij een opleiding aan de Führergehilfenausbildung en diende daarna in de staven van de 5. Division (Reichswehr) en 7. (Bayerische) Division in München. Vanaf september 1930 diende Rasp in het 5. Nachrichten-Abteilung, en vanaf 1932 als compagniescommandant in het 4. (Sächsische) Nachrichten-Abteilung Op 1 februari 1933 werd hij tot Hauptmann bevorderd. In 1934 werd hij naar Berlijn overgeplaatst, en werkte daar als leraar tactiek aan de militaire academie. In 1937 werd Rasp als Major in de staf van het 7e Legerkorps ingezet. Later diende hij als 2e stafofficier in staf van het Breslause 8e Legerkorps, en later in het Neurenbergse 13e Legerkorps.

### Tweede Wereldoorlog
In november 1938 werd hij tot 1e stafofficier van het 17e infanteriedivisie benoemd, en aansluitend op 1 februari 1939 bevorderd tot Oberstleutnant. Met deze divisie nam hij in 1939 ook deel aan de Poolse Veldtocht. Na die inval in Polen werd hij voor een korte tijd in de Generale Staf van het 1e Leger ingezet. Vanaf januari 1940 werd hij wederom als leraar in de generale staf opleiding in Dresden ingezet. Kort voor de wapenstilstand met Frankrijk, volgde zijn benoeming tot À la suite in het 7e Leger in het westen. Hij was tot mei 1942 bij het 7e Leger werkzaam, en werd daarna op 1 juli 1941 bevorderd tot Oberst. Zijn volgende functie was die van de chef van de generale staf van het aan het oostfront ingezette 23e Legerkorps als onderdeel van de Heeresgruppe Mitte. In augustus 1943 nam Rasp voor een korte tijd het commando over van de 3e Bergtroependivisie, alsmede die van het 335e Infanteriedivisie (beide divisies waren op dat moment in Oekraïne ingezet). Op 1 november 1943 volgde Raps zijn bevordering tot Generalmajor. Als commandant van het 335e Infanteriedivisie werd Rasp op 27 januari 1944 met het Duits Kruis in goud onderscheiden. Op 15 april 1944 werd Rasp met het Ridderkruis onderscheiden.

### Einde van de oorlog
Na een korte tijd in de Führerreserve, werd Rasp in juli 1944 commandant van het 78e Infanteriedivisie. Van september tot december 1944 diende hij als chef van de Leidinggevende Staf Noordkust, en werd als zodanig op 1 december 1944 tot General der Infanterie bevorderd. Als opvolger van Friedrich Wiese nam hij het commando van het 19e Leger in de Elzas over. Hij hield dit commando tot februari 1945. Aanvang april 1945 werd hij bevelvoerend-generaal van het het opnieuw opgerichte korps „Ems“ (daarvoor het 31e Legerkorps), tot de capitulatie van Nazi-Duitsland.
Tijdens zijn krijgsgevangenschap, die duurde tot februari 1948, diende Rasp als commandant van het krijgsgevangenenkamp Munster. Er is over zijn verdere leven niks bekend.

### Familie
Rasp was met Else Maasberg getrouwd.

## Militaire carrière
- Fahnenjunker: 6 september 1915[5][1]
- Leutnant: 24 juni 1916[2][1]
- Oberleutnant: 1 april 1925[5][1]
- Hauptmann: 1 februari 1933[2][1]
- Major: 1 april 1936[2][1]
- Oberstleutnant: 1 februari 1939[5]
- Oberst: 1 juli 1941[5][2][1]
- Generalmajor: 1 november 1943[5][1][6]
- Generalleutnant: 1 mei 1944[2] - 1 april 1944[5][6]
- General der Infanterie: 1 december 1944[5][2][1][6]

## Onderscheidingen
- Ridderkruis van het IJzeren Kruis[6] op 15 april 1944 als Generalmajor en Commandant van het 335e Infanteriedivisie[7][5][8][2]
- IJzeren Kruis 1914[6], 1e Klasse[5][8] (17 mei 1918)[2] en 2e Klasse[5][8] (4 juni 1916)[2]
- Herhalingsgesp bij IJzeren Kruis 1939, 1e Klasse en 2e Klasse[5][8][2]
- Duits Kruis in goud op 27 januari 1944 als Generalmajor en Commandant van het 335e Infanteriedivisie[5][8][2]
- Gewondeninsigne 1918 in zwart[5][8]op 2 juli 1918[2]
- Orde van Militaire Verdienste, 4e Klasse met Zwaarden[5]op 23 november 1916[2]
- Erekruis voor Frontstrijders in de Wereldoorlog[5][8][2]
- Dienstonderscheiding van Leger[5], 2e Klasse (25 dienstjaren)[2]
- Kruis voor Oorlogsverdienste, 1e Klasse  en 2e Klasse met Zwaarden[2]